# Спасательный отряд (рассказ)
«Спасательный отряд» (англ. Rescue Party) — научно-фантастический рассказ Артура Кларка, опубликованный в мае 1946 года журналом «Astounding Science Fiction». Это первая профессиональная публикация Кларка, до этого некоторые его ранние рассказы издавались лишь в фэнзинах. Позднее рассказ входил в авторские сборники «Достичь завтрашнего дня» и «Колыбель на орбите».

## Сюжет
Корабль инопланетян посещает Землю всего за несколько часов до того, как планета будет уничтожена взрывом Солнца в результате превращения звезды в Новую. Миссия пришельцев заключается в том, чтобы попытаться спасти хотя бы некоторых людей и элементы человеческой культуры. Обычно галактическая цивилизация проводит исследования планет каждый миллион лет с целью обнаружения новых разумных видов, но человеческой расы как таковой не существовало во время последнего исследования 400 000 лет назад. Тем не менее, радиосигналы были обнаружены на планете в 200 световых годах от Земли, что указало на существование разумной жизни.
К удивлению пришельцев, планета оказалась пустой и заброшенной, остались лишь следы существовавшей цивилизации. В конце они находят по сигналу огромный космический флот людей, состоящий из множества кораблей поколений. Человечество, спасаясь от взрыва Солнца, рискнуло пересечь межзвёздное пространство на кораблях со скоростью меньше световой, в надежде, что их потомки найдут новый дом у другой звезды. И это всего лишь через 200 лет после изобретения радиосвязи, что особенно поразило пришельцев, обладающих сверхсветовыми кораблями.
В конце рассказа пришельцы размышляют о природе человеческой цивилизации и о будущем людей с учётом их стремительного прогресса и смелых решений, что будет, когда они узнают о существовании других разумных существ. Последняя фраза намекает, что результат будет не в пользу внеземных рас.